# 平斯克區
平斯克區（羅馬化：Pinskiy rayon）是白俄羅斯西南部布列斯特州的一個區，行政中心为平斯克，面積3,252.77平方公里，2009年人口51,997，人口密度每平方公里15.97人。